# Daniël de Jong
Daniël de Jong (Roterdão, 9 de julho de 1992) é um automobilista neerlandês que disputou a GP2 Series.
Depois de competir em provas de kart, profissionalizou-se em 2008 para correr na Fórmula Renault 2.0 NEC. Competiu ainda nos campeonatos finlandês, europeu-ocidental e nórdico da categoria.
Atuou ainda em provas da World Series by Renault e da Auto GP, sem muito destaque. Entre 2011 e 2013, alternava entre esta última e a GP2 Series, onde disputou de 2012 a 2016.
Pela GP2, De Jong estreou na rodada dupla de Valência, pela equipe Rapax Team, em 2012. Seu melhor resultado foi um 9º lugar na segunda corrida, realizada no mesmo circuito, disputando ainda as provas de Silverstone, Hungaroring e Spa-Francorchamps. Assinou com a MP Motorsport no ano seguinte, e desde então segue na equipe, tendo como melhor posição de chegada um sétimo lugar na corrida 2 de Singapura.
No GP da Bélgica, em 2015, acaba se envolvendo em forte acidente, batendo numa proteção de pneus após uma disputa por posições.